# Tatort: Der schwarze Engel
Der schwarze Engel ist ein Fernsehfilm aus der Krimireihe Tatort. Die Folge wurde vom Südwestfunk unter der Regie von Nina Grosse produziert und erstmals am 13. November 1994 im Deutschen Fernsehen ausgestrahlt. Es ist die 299. Folge des Tatorts und 6. Episode mit der Ludwigshafener Ermittlerin Lena Odenthal (Ulrike Folkerts) und bedeutet den Abschied von ihrem Assistenten Seidel.

## Handlung
LKA-Undercover-Agent Ben Broder ist zusammen mit seinem Partner Wilhelm Feindt auf der Spur des flüchtigen Gangsterbosses Santos. Als Broder durch ein verdächtiges Geräusch abgelenkt ist und der Ursache nachgeht, wird auf Feindt geschossen. Lebensgefährlich verletzt wird Feindt in eine Klinik gebracht, wo er von Broder täglich besucht wird.
Kommissarin Lena Odenthal erhält von Kriminalrat Friedrich den Auftrag, den Mord aufzuklären. Sie soll mit Ben Broder zusammenarbeiten, doch verhält sich dieser sehr abweisend und befürchtet, dass die geplante Verhaftung von Santos gefährdet wird. Notgedrungen vertraut er sich der Kommissarin an und erklärt ihr, dass Santos im großen Stil illegales Glücksspiel organisiert hat, worin auch Politiker, Industrielle und sogar Polizisten verwickelt sind. Nach Broders Erkenntnissen will sich Santos in den nächsten 72 Stunden auf dem Rheindampfer „Switzerland“, der als illegales Spielcasino dient, mit seinem Konkurrenten Tauber treffen. Sie planen einen Deal, den Broder verhindern und Santos gleichzeitig überführen will. Somit begibt er sich, getarnt als Glücksspieler, zusammen mit Lena Odenthal als seine Begleiterin auf die „Switzerland“. Dort trifft er auf seinen Informanten und versucht über ihn herauszufinden, ob es jemanden gibt, der weiß, wer auf seinen Kollegen geschossen haben könnte. Damit hat er jedoch keinen Erfolg.
Nachdem Wilhelm Feindt in der Klinik überraschend stirbt und nicht auszuschließen ist, dass jemand bei seinem Tod nachgeholfen hat, kommt mittlerweile Ben Broder in Verdacht, seinen Kollegen aus dem Weg geräumt zu haben. Jedoch ist dies nicht stichhaltig zu beweisen, aber auch nicht zu widerlegen. Bei aller Skepsis Broder gegenüber weiß Odenthal, dass sie die eigentliche Mission des LKA-Mannes nicht gefährden darf. Nachdem Broders Informant das Treffen von Santos und Tauber bekanntgibt, müssen sich die beiden Ermittler erst einmal darauf konzentrieren. Broder erhofft sich neben der Festnahme des Gangsterbosses auch das Auffinden einer Liste, auf der die von Santos bestochenen Politiker und Polizisten verzeichnet sind. Odenthal begleitet Broder in das Hotel, in welchem sich die beiden Gangster treffen wollen. Während Broder heimlich in Santos’ Zimmer eindringt, um die ominöse Liste zu suchen, soll Odenthal ihm den Rücken freihalten. Das gelingt ihr zwar, doch kann Broder die Liste leider nicht finden. Wider Erwarten findet das Treffen von Santos und Tauber nicht im Hotel, sondern auf der „Switzerland“ statt. Broder und Odenthal gelingt es, heimlich, aber auch getrennt, an Bord zu gelangen. Als Odenthal auf Broder trifft, hat dieser die beiden Gangsterbosse in angeblicher Notwehr erschossen. Nachdem in Taubers Kajüte ein Brand ausbricht, ist die gesuchte Liste sehr wahrscheinlich vernichtet, jedoch findet sich dort die Waffe, mit der auf Feindt geschossen wurde.
Für Odenthal scheint der Fall gelöst, während der Kriminalrat nicht zufrieden ist. Für ihn ist nach wie vor Broder der Hauptverdächtige. Und er soll Recht behalten. Broder hat tatsächlich seinen Kollegen umgebracht, weil Broders Name auf Santos’ Liste stand und er befürchtete, dass Feindt ihn verraten hätte. Nachdem Broder auf Odenthals Kollegen Seidel schießt, greift auch Odenthal zur Waffe und trifft Broder tödlich. Danach muss sie feststellen, dass Broders Waffe nicht geladen war.

## Hintergrund
Der Film wurde 1993 vom Südwestfunk produziert. Dominic Raacke, der in diesem Tatort einen undurchsichtigen LKA-Beamten spielt, wird von 1999 bis 2014 selber zum Tatortkommissar in der Rolle des Berliner Ermittlers Till Ritter.

## Rezeption

### Einschaltquote
Bei seiner Erstausstrahlung am 13. November 1994 wurde die Folge Der schwarze Engel in Deutschland von 7,00 Millionen Zuschauer gesehen, was einem Marktanteil von 20,60 Prozent entsprach.

### Kritik
Die Kritiker der Fernsehzeitschrift TV Spielfilm finden diesen Tatort nur mittelmäßig und meinen: „Tempoarme Tour des Liebesleids.“